# Villanova (kommun)
Villanova är en kommun i Spanien.   Den ligger i provinsen Provincia de Huesca och regionen Aragonien, i den nordöstra delen av landet, 400 km nordost om huvudstaden Madrid. Antalet invånare är 148. Arean är 7,1 kvadratkilometer. Villanova gränsar till Sahún, Sesué, Castejón de Sos och Chía. 
Terrängen i Villanova är lite bergig.